# وانیار
وانیار نام خاندانی خیالی بر اساس داستانی از تالکین می‌باشد.
وانیار اولین الفهایی بودند که سفر بزرگ از کوئیوینن به سمت غرب را به اتمام رساندند و بزرگترین الفهای برین به شمار می‌روند. رهبر آنها اینگوه، لقب شاه برین الفها را یدک می‌کشد و بر تانیکوئتیل، پایین‌تر از تالارهای مانوه زندگی می‌کند.
همه وانیار سالهای قبل از آغاز دوران اول به والینور رفتند و هرگز هم آنجا را ترک نکردند؛ لذا هیچگاه در تاریخهای سرزمین میانه نامی از آنها برده نمی‌شود.